# Michel Kreek
Pour les articles homonymes, voir Kreek.
Michel Kreek est un footballeur néerlandais né le 16 janvier 1971 à Amsterdam. Il évoluait au poste de défenseur. Il fait partie du Club van 100.

## Carrière
- 1989-1994 : Ajax Amsterdam ( Pays-Bas)
- 1994-1996 : Padova Calcio ( Italie)
- 1996-1997 : AC Pérouse ( Italie)
- 1997-2002 : Vitesse Arnhem ( Pays-Bas)
- 2002-2004 : AEK Athènes FC ( Grèce)
- 2004-2005 : Willem II Tilburg ( Pays-Bas)[1],[2]

## Palmarès
- Vainqueur de la Coupe de l'UEFA en 1992 avec l'Ajax Amsterdam
- Champion des Pays-Bas en 1990 et 1994 avec l'Ajax Amsterdam
- Vainqueur de la Coupe des Pays-Bas en 1993 avec l'Ajax Amsterdam
- Vainqueur de la Supercoupe des Pays-Bas en 1993 avec l'Ajax Amsterdam